# Bobrówko (Piecki)
Bobrówko (deutsch Bubrowko, 1938 bis 1945 Biebern (Ostpr.)) ist ein Dorf in der polnischen Woiwodschaft Ermland-Masuren. Es gehört zur Landgemeinde Piecki (deutsch Peitschendorf) im Powiat Mrągowski (Kreis Sensburg).

## Geographische Lage
Bobrówko liegt am Südostufer des Skocker Sees (auch: Biebernsee, polnisch Jezioro Skok) in der südlichen Mitte der Woiwodschaft Ermland-Masuren, 20 Kilometer südöstlich der Kreisstadt Mrągowo (Sensburg).

## Geschichte
Das kleine Dorf Bubrowko wurde 1705 gegründet. 1874 wurde Bubrowko in den Amtsbezirk Nikolaiken (polnisch Nikołajki) eingegliedert, der zum Kreis Sensburg im Regierungsbezirk Gumbinnen in der preußischen Provinz Ostpreußen gehörte. Zwischen 1931 und 1934 wurde der Amtsbezirk Nikolaiken in „Amtsbezirk Bubrowko“, dann 1938 in „Amtsbezirk Biebern“ umbenannt. Zur Gemeinde Bubrowko gehörten die Wohnplätze Kollogienen (1938 bis 1945 Kalgienen, polnisch Kołowin), Neubrück (Nowy Most) und Skock (Skok). 
Aufgrund der Bestimmungen des Versailler Vertrags stimmte die Bevölkerung im Abstimmungsgebiet Allenstein, zu dem Bubrowko gehörte, am 11. Juli 1920 über die weitere staatliche Zugehörigkeit zu Ostpreußen (und damit zu Deutschland) oder den Anschluss an Polen ab. In Bubrowko stimmten 120 Einwohner für den Verbleib bei Ostpreußen, auf Polen entfielen keine Stimmen.
Am 3. Juni (amtlich bestätigt am 16. Juli) 1938 wurde Bubrowko aus politisch-ideologischen Gründen der Abwehr fremdländisch klingender Ortsnamen in „Biebern (Ostpr.)“ umbenannt.
In Kriegsfolge kam das Dorf 1945 mit dem gesamten südlichen Ostpreußen zu Polen, und es erhielt die polnische Namensform „Bobrówko“. Heute ist es Sitz eines Schulzenamtes (polnisch Sołectwo) und als solches eine Ortschaft im Verbund der Landgemeinde Piecki (Peitschendorf) im Powiat Mrągowski (Kreis Sensburg), bis 1998 der Woiwodschaft Olsztyn, seither der Woiwodschaft Ermland-Masuren zugehörig.

### Einwohnerzahlen
| Jahr | Anzahl |
| ---- | ------ |
| 1818 | 45     |
| 1839 | 93     |
| 1867 | 155    |
| 1885 | 185    |
| 1898 | 158    |
| 1905 | 151    |
| 1910 | 161    |
| 1933 | 229    |
| 1939 | 193    |
| 2011 | 107    |

### Amtsbezirk Bubrowko/Biebern (bis 1945)
Der zwischen 1931 und 1934 durch Umbenennung errichtete Amtsbezirk Bubrowko bestand ursprünglich aus fünf Kommunen. Am Ende waren es nur noch drei:
| Name                          | Geänderter Name 1938 bis 1945 | Polnischer Name | Bemerkungen                      |
| ----------------------------- | ----------------------------- | --------------- | -------------------------------- |
| Bubrowko                      | Biebern (Ostpr.)              | Bobrówko        |                                  |
| Gonschor                      | Gonscher                      | Gąsior          | 1937 nach Isnothen eingegliedert |
| Isnothen                      |                               | Iznota          |                                  |
| Johannisburger Heide (teilw.) |                               |                 |                                  |
| Kamien                        | Keilern                       | Kamień          | 1937 nach Isnothen eingegliedert |

Am 1. Januar 1945 bestand der Amtsbezirk Biebern noch aus Biebern, Isnothen und Teilen der Johannisburger Heide.

## Kirche
Bis 1945 war Bubrowko resp. Biebern in die evangelische Kirche Alt Ukta in der Kirchenprovinz Ostpreußen der Kirche der Altpreußischen Union sowie in die katholische St.-Adalbert-Kirche in Sensburg im damaligen Bistum Ermland eingepfarrt.
Heute gehört Bobrówko zur Filialgemeinde Ukta der evangelischen Pfarrei Mikołajki in der Diözese Masuren der Evangelisch-Augsburgischen Kirche in Polen, außerdem zur katholischen Pfarrei Ukta im jetzigen Bistum Ermland in der polnischen katholischen Kirche.

## Verkehr
Bobrówko liegt an der Woiwodschaftsstraße 609, die die polnische Landesstraße 16 (einstige deutsche Reichsstraße 127) bei Mikołajki (Nikolaiken) mit der Woiwodschaftsstraße 610 bei Ukta (Alt Ukta) verbindet. Eine Bahnanbindung besteht nicht.